# Nereis
|  | Per a altres significats, vegeu «Nereis de l'Epir». |

Nereis és un gènere d'anèl·lids poliquets de l'ordre dels fil·lodòcides. Comprèn moltes espècies, la majoria de les quals són marines. Nereis les quetes dels parapodis són de dos tipus: les aciculars proporcionen suport mentre les locomotores són emprades per desplaçar-se.
Tenen el prostomi gros, amb un parell de mandíbules molt potents, dues antenes i dos parells d'ulls. Solen presentar un color verdós.
Les espècies de Nereis són depredadores equipades amb mandíbules o dents. Pel que fa al tracte digestiu no tenen estómac i l'esòfag connecta directament amb l'intestí.